# Základní škola Praha 4, Křesomyslova

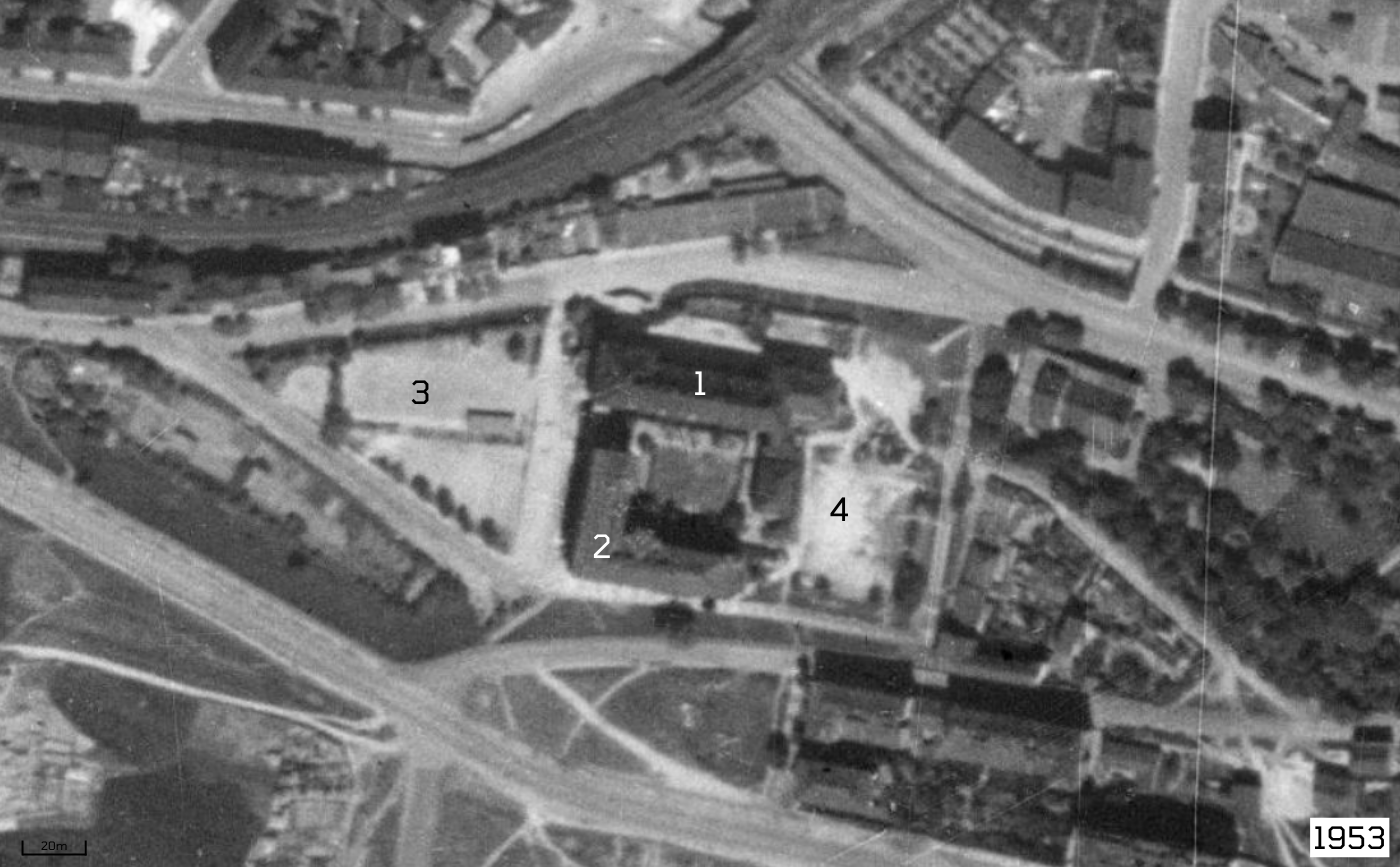
1-ZŠ Křesomyslova, 2-ZŠ Boleslavova, 3-v nové době se jedná o sportovní hřiště, 4-MŠ Boleslavova. (Snímek dostupný z národního geoportálu INSPIRE.)

Základní škola Praha 4, Křesomyslova je základní škola v Praze-Nuslích. Působil zde prvorepublikový učitel Ladislav Hanus, jehož jméno stojí na fasádě budovy. Škola se v posledních dobách starala o modernizaci, a individuální přístup k žákům.

## Budova školy
Budova byla postavena v letech 1924-1926 jakožto pokusná reformní škola. Stojí na vyvýšeném místě vedle divadla na Fidlovačce. Samotná budova sestává z hlavní budovy, dětského hřiště a atletického okruhu. Pozemek směrem k ulici je obehnaný plotem a výjezd z školního parkoviště je opatřen výsuvnou bránou.
Vnitřek školy je po vstupu přes vrátnici do hlavní školní haly tvořen (-1 podlažím) ve kterém se nachází školní sklep při vstupu z haly vrátnice či po vstupu do (podzemního skladu) z přední strany školy na pravé straně. Ze kterého je možné se dostat do rozlehlých školních katakomb.
Na přízemním podlaží se nachází (z levé strany) vstup do vrátnice, na straně pravé je schodiště, které vede do dalších vrchních pater. Při vstupu do hlavní haly školy se naproti vstupním dveřím rozléhá chodba vedoucí do školní Kuchyně, Jídelny a při průchodu kolem školní jídelny se nachází vstup do MŠ Křesomyslova.
V prvním nadzemním podlaží se rozprostírá (první stupeň) s pěti učitelskými kabinety, jedním keramickým ateliérem, učebnou PC "po průchodu přes kterou se nachází výtvarný ateliér", školní knihovna, 7 tříd od 1.A po 4.B, dvě toalety: dvě učitelské a dvě dětské: jedna pánská a jedna dámská. Po pravé straně při vstupu do patra jsou schody "dolů" s výstupem na ulici, po levé straně nakonci chodby se nachází schodiště do druhého podlaží do mezipodlaží mezi polažím prvním a podlažím druhým kde se nachází HTV (horní tělocvična "tělesná výchova") před kterou je hala s toaletou a sprchami. Schody dolů vedou do podlaží se zabarikádovanými dveřmi a poloschodištěm do DTV (dolní tělocvična "tělesná výchova") kde se také nachází školní podium kde se každoročně koná na konci roku celoškolní (slet) kde se rekapitulují události za celý rok. Po průchodu DTV se za dveřmi nachází školní družina.

## Sportovní reprezentace
Základní škola Křesomyslova několikrát uspěla v krajském atletickém víceboji Odznak všestrannosti olympijských vítězů, přičemž v roce 2014 vyhrála krajské kolo pro Prahu a postoupila do kola celostátního. Škola také v témže roce vyhrála Pražský pětiboj, který je svým rozsahem největší halovou akcí pro děti v ČR.